# Aleksander Lunaček
Aleksander Lunaček, slovenski učitelj, strokovni pisec, sadjar in čebelar, * 1864, Travnik, † 1934, Šentrupert.
Aleksander Lunaček je prvo službo kot učitelj dobil v Srednji vasi v Bohinju, nato je odšel na Trebelno, potem pa v Šentrupert, kjer je do smrti učil v tamkajšnji šoli in bil tudi ravnatelj. 
V Šentrupertu je ustanovil Bralno društvo, bil soustanovitelj Ciril-Metodove podružnice, Sokola, Čebelarske podružnice , Sadjarske in Vrtnarske podružnice. 20 let je bil knjigovodja pri Mirnski zadrugi. Velja tudi za začetnika sodobnega čebelarstva v Mirnski dolini v 20. stoletju. 
Njegov sin Pavel Lunaček je bil ugleden zdravnik ginekolog in utemeljitelj slovenskega sodobnega porodničarstva.